# Erica newdigatei
Erica newdigatei är en ljungväxtart som beskrevs av Dulfer. Erica newdigatei ingår i släktet klockljungssläktet, och familjen ljungväxter. Inga underarter finns listade i Catalogue of Life.